# Tiverton (Devon)
Tiverton è una cittadina di 19 544 abitanti della contea del Devon, in Inghilterra.